# ナショナル・チャンピオンズ
『ナショナル・チャンピオンズ』（原題:National Champions）は、2021年に公開されたアメリカ合衆国のドラマ映画。監督はリック・ローマン・ウォー、主演はステファン・ジェームスが務めた。本作はアダム・マーヴィスが執筆した舞台劇『National Champions』を原作としている。

## 概略
ルマーカス・ジェームズはカレッジフットボールでクォーターバックとして華々しく活躍し、このまま順調にNFL入りすると思われていた。ところが、全国大会決勝戦の3日前、ルマーカスは他のプレイヤーたちに決勝戦をボイコットするよう呼び掛け始めた。「我々のチームのコーチ、ジェームズ・レイザーや全米大学体育協会（NCAA）の幹部は高給取りなのに、学生アスリートには活躍に見合うだけの報酬が払われることはない。怪我をしたとしても、それに補償が出ることもない。そんな不公平な環境は是正されるべきである」と。
ルマーカスの呼びかけは瞬く間に全米の注目を集め、それに焦ったNCAAの上層部はボイコットを潰すべく様々な策を講じ始めた。決勝戦の放映権料をはじめとする各種利権を失うわけにはいかなかったのである。本作はこの闘争の顛末を描き出す。

## キャスト
- ルマーカス・ジェームズ：ステファン・ジェームス（英語版）
- ジェームズ・レイザー：J・K・シモンズ
- エメット・サンデー：アレクサンダー・ルドウィグ
- ロニー・ダン：リル・レル・ハウリー
- ロジャー・カミングス：ティム・ブレイク・ネルソン
- テイラー・シェリダン：アンドリュー・バチェラー
- マーク・タイタス：ジェフリー・ドノヴァン
- リチャード・エヴァリー：デヴィッド・ケックナー
- ベイリー・レイザー：クリスティン・チェノウェス
- エリオット・シュミット：ティモシー・オリファント
- キャサリン・ポー：ウゾ・アドゥーバ（英語版）

### 本人役でのカメオ出演
- マルコム・ジェンキンス（英語版）
- マイク・グリーンバーグ（英語版）
- ジャメル・ヒル（英語版）
- フレンチ・モンタナ
- カール＝アンソニー・タウンズ
- スティーヴ・レヴィ（英語版）
- ラッセル・ウィルソン

## 製作
2017年4月27日、スティーヴン・ジェームズとJ・K・シモンズが本作に出演することになったと報じられた。2021年5月13日、ウゾ・アデゥーバ、ティモシー・オリファント、アレクサンダー・ルドウィグ、アンドリュー・バチェラー、ティム・ブレイク・ネルソン、デヴィッド・ケックナーの起用が発表された。19日、クリスティン・チェノウェス、リル・レル・ハウリー、ジェフリー・ドノヴァンがキャスト入りした。

### 撮影・音楽
本作の主要撮影は2021年5月17日にルイジアナ州のニューオーリンズで始まり、同年6月11日に終了した。10月6日、ジョナサン・サンフォードが本作で使用される楽曲を手掛けるとの報道があった。12月10日、ソニー・クラシカルが本作のサウンドトラックを発売した。

## 公開・興行収入
当初、本作は2021年11月24日に全米公開される予定だったが、後に公開日は同年12月10日に延期された。
2021年11月16日、本作のオフィシャル・トレイラーが公開された。12月10日、本作は全米1197館で封切られ、公開初週末に30万1028ドルを稼ぎ出し、週末興行収入ランキング初登場13位となった。

## 評価
本作は批評家から好意的に評価されている。映画批評集積サイトのRotten Tomatoesには56件のレビューがあり、批評家支持率は64%、平均点は10点満点で6.1点となっている。サイト側による批評家の見解の要約は「安っぽい会話とプロットの捻りの強引さ故に、出来が損なわれている。しかし、仮にそうだとしても、『ナショナル・チャンピオンズ』がタイムリーな作品であり、出演者の演技も上々のものであるという事実に変わりはない。」となっている。また、Metacriticには15件のレビューがあり、加重平均値は52/100となっている。